# SN 2006du
SN 2006du – supernowa typu II odkryta 18 lipca 2006 roku w galaktyce IC1529. W momencie odkrycia miała maksymalną jasność 17,00m.